# Ekstraklasa w futsalu (2020/2021)
Ekstraklasa 2020/2021 – 27. edycja najwyższych w hierarchii rozgrywek ligowych polskiego klubowego futsalu. Organizatorem rozgrywek była Futsal Ekstraklasa. Sponsorem tytularnym rozgrywek była firma Statscore, w związku z czym marketingowa nazwa rozgrywek to Statscore Futsal Ekstraklasa.
W związku z brakiem spadków z ligi z powodu niedokończenia poprzedniego sezonu, w rozgrywkach brało udział 17 klubów, które rozegrały ze sobą po dwa mecze.
Tytuł obronił Rekord Bielsko-Biała, dla którego był to 6. tytuł w historii. 
| Rozgrywki  | Poziomy ligowe | Liga        | Sezon                     |
| ---------- | -------------- | ----------- | ------------------------- |
| Centralne  | I poziom       | Ekstraklasa | Sezon 2020/2021 (1 grupa) |
| Centralne  | II poziom      | I Liga      | Sezon 2020/2021 (2 grupy) |
| Regionalne | III poziom     | II Liga     | Sezon 2020/2021 (? grupy) |

## Drużyny
| Klub                          | Poprzedni sezon | Sezon | Najlepszy wynik                       |
| ----------------------------- | --------------- | ----- | ------------------------------------- |
| Rekord Bielsko-Biała          | Mistrz          | 23    | Mistrz (2014, 2017, 2018, 2019, 2020) |
| Constract Lubawa              | Wicemistrz      | 2     | Wicemistrz (2020)                     |
| Gatta Zduńska Wola            | III miejsce     | 10    | Mistrz (2016)                         |
| Clearex Chorzów               | IV miejsce      | 22    | Mistrz (2000, 2001, 2002, 2006, 2007) |
| FC Toruń                      | V miejsce       | 6     | Wicemistrz (2019)                     |
| Orzeł Futsal Jelcz-Laskowice  | VI miejsce      | 3     | IV miejsce (2019)                     |
| Piast Gliwice                 | VII miejsce     | 6     | V miejsce (2018, 2019)                |
| AZS UŚ Katowice               | VIII miejsce    | 9     | VIII miejsce (2015, 2018, 2019, 2020) |
| P.A. Nova Gliwice             | IX miejsce      | 2     | IX miejsce (2020)                     |
| MOKS Słoneczny Stok Białystok | X miejsce       | 4     | IX miejsce (2018)                     |
| KS Futsal Leszno              | XI miejsce      | 2     | XI miejsce (2020)                     |
| Red Dragons Pniewy            | XII miejsce     | 7     | IV miejsce (2015)                     |
| Red Devils Chojnice           | XIII miejsce    | 10    | Wicemistrz (2013)                     |
| Team Lębork                   | awans           | 1     | debiut                                |
| AZS UW Warszawa               | awans           | 2     | XII miejsce (2008)                    |
| KS Futsal Team Brzeg          | awans           | 1     | debiut                                |
| Berland Komprachcice          | awans           | 1     | debiut                                |

## Tabela
| Lp.    | Drużyna                       | M  | Z  | R  | P  | Bramki | Bramki | Różn. | Pkt. | Uwagi           |
| ------ | ----------------------------- | -- | -- | -- | -- | ------ | ------ | ----- | ---- | --------------- |
| złoto  | Rekord Bielsko-Biała          | 32 | 30 | 0  | 2  | 230    | 61     | +169  | 90   | LM - elim.      |
| srebro | Constract Lubawa              | 32 | 25 | 1  | 6  | 149    | 54     | +95   | 76   |                 |
| brąz   | Piast Gliwice                 | 32 | 23 | 5  | 4  | 138    | 55     | +83   | 74   |                 |
| 4      | Clearex Chorzów               | 32 | 17 | 9  | 6  | 122    | 82     | +40   | 60   |                 |
| 5      | KS Futsal Leszno              | 32 | 15 | 7  | 10 | 124    | 93     | +31   | 52   |                 |
| 6      | Orzeł Futsal Jelcz-Laskowice  | 32 | 14 | 8  | 10 | 86     | 81     | +5    | 50   | Wyc. po sezonie |
| 7      | Red Dragons Pniewy            | 32 | 13 | 9  | 10 | 99     | 88     | +11   | 48   |                 |
| 8      | FC Toruń                      | 32 | 12 | 7  | 13 | 69     | 94     | -25   | 43   |                 |
| 9      | Team Lębork                   | 32 | 12 | 5  | 15 | 89     | 109    | -20   | 41   |                 |
| 10     | Berland Komprachcice          | 32 | 12 | 4  | 16 | 88     | 109    | -21   | 40   |                 |
| 11     | MOKS Słoneczny Stok Białystok | 32 | 11 | 5  | 16 | 79     | 128    | -49   | 38   |                 |
| 12     | Red Devils Chojnice           | 32 | 10 | 5  | 17 | 94     | 125    | -31   | 35   |                 |
| 13     | AZS UW Warszawa               | 32 | 8  | 10 | 14 | 86     | 113    | -27   | 34   |                 |
| 14     | KS Futsal Team Brzeg          | 32 | 11 | 0  | 21 | 84     | 113    | -29   | 33   |                 |
| 15     | AZS UŚ Katowice               | 32 | 6  | 4  | 22 | 74     | 119    | -45   | 22   | Spadek          |
| 16     | GSF Gliwice                   | 32 | 4  | 1  | 27 | 73     | 177    | -104  | 13   | Spadek          |
| 17     | Gatta Zduńska Wola            | 32 | 9  | 0  | 23 | 57     | 140    | -83   | 27   | Wycofana*       |

- Gatta Zduńska Wola wycofała się z rozgrywek po 17. kolejce.

Źródło

## Najlepsi strzelcy
| Bramki | Strzelcy                 | Drużyna              |
| ------ | ------------------------ | -------------------- |
| 3      | Matheus Ferreira Ribeiro | Rekord Bielsko-Biała |
| 3      | Aléx Viana               | Rekord Bielsko-Biała |
| 3      | Pedro De Oliveira Silva  | Constract Lubawa     |

Źródło:

## Składy drużyn
| Nr | Imię i nazwisko          |
| -- | ------------------------ |
| 1  | Kacper Burzej (GK)       |
| 3  | Bartłomiej Twarkowski    |
| 4  | Kamil Hutyra             |
| 5  | Kamil Surmiak            |
| 7  | Łukasz Biel              |
| 8  | Matheus Ferreira Ribeiro |
| 9  | Artur Popławski          |
| 10 | Paweł Budniak            |
| 11 | Aléx Viana               |
| 11 | Jani Korpela             |
| 17 | Bernardo Bernardino      |
| 21 | Michał Marek             |
| 20 | Michał Kubik             |
| 27 | Jan Janovský             |
| 84 | Bartłomiej Nawrat (GK)   |

| Nr | Imię i nazwisko                 |
| -- | ------------------------------- |
| 2  | Imanol Chávez (GK)              |
| 4  | Pedro Henrique Da Silva Pereira |
| 6  | Paweł Kaniewski                 |
| 7  | Tomasz Lutecki                  |
| 8  | Sebastian Grubalski             |
| 10 | Bartłomiej Piórkowski           |
| 11 | Mateusz Łożyński                |
| 12 | Pedro De Oliveira Silva         |
| 13 | Tomasz Kriezel                  |
| 15 | Paweł Ossowski                  |
| 20 | Vitinho                         |
| 26 | Jakub Raszkowski                |
| 27 | Nicolae Neagu (GK)              |
| 31 | Grzegorz Okuniewski (GK)        |
| 94 | Jakub Okuniewski                |

| Nr | Imię i nazwisko      |
| -- | -------------------- |
| 1  | Martyn Olejnik (GK)  |
| 5  | Tomasz Sztaba        |
| 7  | Matuesz Olczak       |
| 8  | Karol Czyszek        |
| 9  | Norbert Dregier      |
| 10 | Daniel Krawczyk      |
| 11 | Igor Sobalczyk       |
| 24 | Michał Marciniak     |
| 17 | Krzysztof Elsner     |
| 31 | Kamil Naparło (GK)   |
| 49 | Michał Szymczak      |
| 66 | Łukasz Góralczyk     |
| 73 | Krystian Kraśniewski |

| Nr | Imię i nazwisko         |
| -- | ----------------------- |
| 2  | Miłosz Burza (GK)       |
| 4  | Tomasz Golly            |
| 6  | Mikołaj Zastawnik       |
| 7  | Mariusz Seget           |
| 8  | Maciej Mizgajski        |
| 9  | Krzysztof Salisz        |
| 10 | Sebastian Leszczak      |
| 11 | Szymon Łuszczek         |
| 13 | Przemysław Dewucki      |
| 16 | Mateusz Bednarczyk (GK) |
| 18 | Robert Rotuski          |
| 19 | Adam Wędzony            |
| 20 | Łukasz Bidelski         |
| 23 | Rafał Krzyśka (GK)      |
| 27 | Sebastian Brocki        |

| Nr | Imię i nazwisko         |
| -- | ----------------------- |
| 1  | Mateusz Iwański (GK)    |
| 4  | Michał Wojciechowski    |
| 8  | Kacper Tarkowski        |
| 10 | Marcin Mikołajewicz     |
| 13 | Mateusz Waszak          |
| 17 | Sylwester Kieper        |
| 19 | Krzysztof Iwanek (GK)   |
| 21 | Patryk Szczepaniak      |
| 22 | Remigiusz Spychalski    |
| 23 | Maksymilian Lewandowski |
| 68 | Damian Kondej           |
| 77 | Dawid Bocian            |
| 92 | Marcin Mrówczyński      |

| Nr | Imię i nazwisko       |
| -- | --------------------- |
| 1  | Maciej Foltyn (GK)    |
| 2  | Jānis Pastars         |
| 7  | Szymon Cichy          |
| 8  | Kacper Opatowski      |
| 10 | Mykola Morozov        |
| 11 | Jakub Kąkol           |
| 14 | Kamil Pach            |
| 15 | Kacper Sykulski       |
| 20 | Mykyta Mozheiko       |
| 22 | Kacper Goliński (BR)  |
| 25 | Damian Makowski       |
| 71 | Kacper Kędra          |
| 77 | Filip Turkowyd        |
| 88 | Maksym Pautiak        |
| 99 | Arkadiusz Szypczyński |

| Nr | Imię i nazwisko               |
| -- | ----------------------------- |
| 2  | Michał Grecz                  |
| 3  | Marek Bugański                |
| 5  | Tomasz Czech                  |
| 7  | Gustavo Henrique Steinwandter |
| 8  | Dominik Solecki               |
| 9  | Mateusz Mrowiec               |
| 10 | Dominik Śmiałkowski           |
| 11 | Rafał Franz                   |
| 12 | Dasaiev                       |
| 13 | Roman Vakhula                 |
| 14 | Łukasz Groszak (GK)           |
| 16 | Mateusz Szyszko               |
| 17 | Michał Rabiej                 |
| 20 | Dominik Wilk                  |
| 23 | Michał Widuch (GK)            |
| 24 | Ixemad González               |
| 31 | Artur Barszcz                 |
| 95 | Łukasz Bogdziewicz (BR)       |
| 98 | Sebastian Szadurski           |

| Nr | Imię i nazwisko           |
| -- | ------------------------- |
| 2  | Jakub Jochymek            |
| 6  | Robert Gładczak           |
| 7  | Tomasz Szczurek           |
| 8  | Adam Jonczyk              |
| 9  | Dawid Hoszek              |
| 10 | Kamil Musiał              |
| 11 | Daniel Wojtyna            |
| 15 | Karol Piechota            |
| 16 | Mateusz Omylak            |
| 23 | Maksym Kisielov (GK)      |
| 24 | Piotr Łopuch              |
| 27 | Michał Dubiel             |
| 29 | Kamil Lasik (GK)          |
| 80 | Marcin Jastrzembski       |
| 92 | Bartłomiej Krzywicki (GK) |
| 93 | Krzysztof Piskorz         |

| Nr | Imię i nazwisko       |
| -- | --------------------- |
| 1  | Dawid Szafrański (GK) |
| 3  | Zbigniew Mirga        |
| 7  | Łukasz Borkowski      |
| 9  | AJakub Węgiel         |
| 10 | Wojciech Kedziora     |
| 11 | Piotr Hiszpański      |
| 14 | Amadeusz Pasierb      |
| 17 | Jakub Borkowski       |
| 19 | Maciej Małek          |
| 22 | Jan Biskup (GK)       |
| 23 | Dawid Barteczka (GK)  |
| 77 | Patryk Widuch         |
| 95 | Olaf Białek           |
| 97 | Patrik Zaťovič        |

| Nr | Imię i nazwisko         |
| -- | ----------------------- |
| 3  | Piotr Kowalczyk         |
| 5  | Adrain Citko            |
| 6  | Piotr Bondziul          |
| 7  | Tomasz Dzierzgowski     |
| 8  | Krzysztof Kożuszkiewicz |
| 9  | Michał Osypiuk          |
| 10 | Mateusz Łabieniec       |
| 11 | Piotr Skiepko           |
| 12 | Kamil Dobreńko (GK)     |
| 14 | Paweł Aleksandrowicz    |
| 17 | Szymon Danilewicz (GK)  |
| 19 | Michał Łabieniec        |
| 20 | Łukasz Andzielewicz     |
| 21 | Mateusz Prolejko        |
| 27 | Siarhiej Szostak        |
| 28 | Norbert Jendruczek (GK) |
| 34 | Dawid Święciński (GK)   |

| Nr | Imię i nazwisko         |
| -- | ----------------------- |
| 1  | Michał Długosz (GK)     |
| 2  | Witalij Lisniczenko     |
| 3  | Mateusz Lisowski        |
| 4  | Adrian Niedzwiedzki     |
| 7  | Kacper Konopacki        |
| 8  | Piotr Pietruszko        |
| 9  | Michał Bartnicki        |
| 10 | Jakub Molicki           |
| 11 | Jan Martin              |
| 12 | Noël Charrier (GK)      |
| 25 | Sebastian Wojciechowski |
| 27 | Jarosław Radliński      |
| 29 | Jakub Pindara (GK)      |
| 89 | Hubert Olszak           |

| Nr | Imię i nazwisko         |
| -- | ----------------------- |
| 1  | Bartosz Szarata (GK)    |
| 2  | Dawid Kubiak            |
| 3  | Michał Roj              |
| 8  | Mateusz Kostecki        |
| 11 | Adrian Skrzypek         |
| 12 | Nukri Czumburidze       |
| 13 | Patryk Hoły             |
| 15 | Łukasz Błaszczyk (GK)   |
| 16 | Oskar Stankowiak        |
| 17 | Gracjan Miałkas         |
| 18 | Andriej Bakłanow        |
| 21 | Bartłomiej Gładyszewski |
| 23 | Piotr Błaszyk           |
| 64 | Rafał Roj (GK)          |

| Nr | Imię i nazwisko             |
| -- | --------------------------- |
| 1  | Artur Czarnowski (GK)       |
| 3  | Łukasz Sobański             |
| 4  | Andrij Burdiuh              |
| 5  | Mykyta Storożuk             |
| 6  | Przemysław Laskowski        |
| 10 | Morad Mallouk               |
| 11 | Álex Arriazu                |
| 12 | Kristián Medoň              |
| 13 | Kevin Kollár (GK)           |
| 14 | Patryk Laskowski            |
| 17 | Robert Świtoń               |
| 29 | Adrian Kaczorowski          |
| 88 | Sebastian Kartuszyński (GK) |
| 97 | Marvin Perković             |

| Nr | Imię i nazwisko        |
| -- | ---------------------- |
| 1  | Dominik Czekirda (GK)  |
| 2  | Mateusz Madziąg        |
| 3  | Piotr Łapigrowski      |
| 5  | Tomasz Gniba           |
| 7  | Krzysztof Witkowski    |
| 9  | Paweł Friszkemut       |
| 10 | Patryk Ziarko          |
| 11 | Artur Narewski         |
| 15 | Witalij Kołesnyk       |
| 20 | Coquinho               |
| 23 | Klaudiusz Lange        |
| 29 | Eric Tabares           |
| 33 | Rafał Łapigrowski (GK) |
| 86 | Dominik Depta          |
| 99 | Kacper Zelma (GK)      |

| Nr | Imię i nazwisko        |
| -- | ---------------------- |
| 2  | Bartosz Konieczny (GK) |
| 5  | Rafał Ożóg             |
| 6  | Jan Rojek              |
| 7  | Paweł Synowiec         |
| 9  | Dawid Witek            |
| 10 | Jose Pepo              |
| 11 | Przemysław Matejko     |
| 17 | Michał Grochowski      |
| 22 | Jakub Budych (GK)      |
| 23 | Paweł Boczarski        |
| 27 | Kamil Kucharski        |
| 31 | Victor Andrade         |
| 33 | Łukasz Nocoń           |
| 55 | Mateusz Mika           |
| 99 | Marcin Raczkowski (GK) |

| Nr | Imię i nazwisko        |
| -- | ---------------------- |
| 2  | Mateusz Kijewski       |
| 3  | Maksymilian Adamczyk   |
| 4  | Nikodem Starek         |
| 5  | Piotr Wielgus          |
| 6  | Duarte Araujo          |
| 7  | Jakub Nahorny          |
| 8  | Przemysław Kępiński    |
| 9  | Michał Klaus           |
| 10 | Denys Lifanov          |
| 11 | Bartosz Przyborek      |
| 12 | Tomasz Buczek          |
| 13 | Ignacio Casillas (GK)  |
| 14 | Vitinho                |
| 15 | Radosław Marcinkowski  |
| 17 | Maciej Pikiewicz       |
| 18 | Bartosz Żebrowski      |
| 20 | Maciej Piwowarczyk     |
| 21 | Michał Dobkowski       |
| 23 | Jakub Iwaszek          |
| 25 | Kamil Wójcik (GK)      |
| 29 | Sylwester Wielgat      |
| 71 | Daniel Malina (GK)     |
| 99 | Kacper Skonieczny (GK) |

| Nr | Imię i nazwisko      |
| -- | -------------------- |
| 1  | Sergiej Burduja (GK) |
| 4  | Wojciech Krawców     |
| 5  | Alexandru Grigorescu |
| 6  | Stefan Karnatowski   |
| 7  | Andrzej Sapa         |
| 9  | Wadim Iwanow         |
| 10 | Marcin Grzywa        |
| 11 | Mateusz Suchodolski  |
| 13 | Remigiusz Lachowicz  |
| 17 | Natanael Wnuk        |
| 19 | Patryk Kilian        |
| 21 | Łukasz Małek         |
| 22 | Dawid Lach (GK)      |
| 23 | Jacek Korzonek (GK)  |
| 71 | Patryk Dykus         |
| 77 | Janusz Fabijaniak    |

## Sędziowie
- Dominik Cipiński – Łódzki ZPN
- Tomasz Frąk – Świętokrzyski ZPN
- Damian Grabowski – Dolnośląski ZPN
- Kamil Grzębowski – Pomorski ZPN
- Damian Jaruchiewicz – Śląski ZPN
- Piotr Koloczek – Śląski ZPN
- Artur Mital – Mazowiecki ZPN
- Marcin Muszyński – Łódzki ZPN
- Jakub Orliński – Dolnośląski ZPN
- Michał Potępa – Podkarpacki ZPN
- Robert Podlecki – Lubelski ZPN
- Sławomir Steczko – Małopolski ZPN
- Paweł Tokarewicz – Podlaski ZPN
- Paweł Wałęga – Podkarpacki ZPN
- Grzegorz Wiercioch – Śląski ZPN
- Michał Żurawski – Pomorski ZPN

Źródło:

## Prawa telewizyjne
- nSport+
- Łączy Nas Piłka TV
- TVCOM